# Ambroise Marie François Joseph Palisot de Beauvois
Ambroise Marie François Joseph Palisot, barão de Beauvois (Arras, 27 de julho de 1752 — Paris, 21 de janeiro de 1820) foi um naturalista francês.

## Biografia
Estudou direito e foi advogado no Parlamento de Paris em 1772, como secretário-geral. Logo decidiu consagrar-se ao estudo da história natural e principalmente à botânica. Seguiu os cursos de Bernard de Jussieu (1699-1777) e é nomeado para a Academia das Ciências Francesa em 1781.
Em 1786 partiu para a África onde visitou as regiões pouco conhecidas de Benin, colecionando uma uma grande flora e de insectos que levou para Paris. Em Santo Domingo (hoje Haití) em 1788, a sua saúde ficou muito comprometida pela febre amarela.
Em 1790, como membro do Conselho Superior da Colônia se opôs ativamente a continuar com a escravidão, e denunciou os filantropos britânicos que utilizavam a mão de obra escrava.
Com seu título nobiliário e a revolução Francesa buscou refúgio na Filadélfia, Estados Unidos, em 1791. Durante a viagem foi roubado e, sem dinheiro, se une a um circo como músico para sobreviver., e finalmente obteve trabalho curando a coleção botânica privada de Charles Willson Peale (1741-1827). Se une a Sociedade Filosófica dos Estados Unidos, e contribui em sua publicação  Transactions. Também resume sua coleção com a ajuda do  Agregado Francês, Pierre Auguste Adet (1763-1832), um pesquisador. Palisot explora o Rio Ohio, oeste de Savannah e Geórgia no sul. Tornou-se membro da Academia de Ciências Naturais da Filadélfia onde apresenta suas observações.
Preparou-se para retornar a França, porém verificou que a Revolução Francesa o havia  declarado proscrito e seus bens haviam sido confiscados.
Apresentou-se para  uma nova expedição em 1798, que executou  até lograr a obtenção dos seus bens e poder novamente reentrar na França. Em 1806 substituiu Michel Adanson (1727-1806) na Academia das Ciências Francesa, tornando-se Conselheiro da  Universidade em 1815.
Se interessou particularmente pelo estudo das criptógamas e das gramíneas, como o hábitats dos vegetais e dos insectos. Estudou os órgãos reprodutivos dos musgos precisando seu funcionamento.